# Lívian Aragão
Lívian Taranto Aragão (Rio de Janeiro, 23 de fevereiro de 1999) é uma atriz brasileira.

## Carreira
Iniciou sua carreira em 1999, com 8 meses de vida, como a filha de Adriana Esteves no filme O Trapalhão e a Luz Azul. Em 2003, aos quatro anos, passou a fazer figuração e pequenas aparições no programa A Turma do Didi, além de interpretar um anjo no filme Didi, o Cupido Trapalhão. Em 2004 fez uma pequena participação em Didi Quer Ser Criança como uma vendedora de balas e, em 2005, encarnou Belinha em Didi, o Caçador de Tesouros. Em 2006 esteve como Princesa Livy no filme O Cavaleiro Didi e a Princesa Lili. Em 2007 estreou na televisão durante o especial de final de ano O Segredo da Princesa Lili. Em 2008 protagonizou o filme O Guerreiro Didi e a Ninja Lili. Em 2009 realizou seu primeiro papel de destaque na televisão no seriado infantil Acampamento de Férias. Passou ainda por outros especiais, incluindo Uma Noite no Castelo, em 2009, A Princesa e o Vagabundo, em 2010, e Nosso Querido Trapalhão, no mesmo ano.
Em 2011 retornou para a segunda temporada de Acampamento de Férias, que ainda teve uma terceira e última temporada em 2012, desta vez passada em uma ilha. Em 2013 estreou em sua primeira novela, Flor do Caribe, na pele da personagem Marizé da Silva. No mesmo ano participou do documentário católico Via Sacra do Jovem Solidário. Em 2015 passou a interpretar Julia amiga de Artur (Gabriel Kaufmann), na vigésima terceira temporada de Malhação.

## Vida pessoal
Lívian é filha do comediante Renato Aragão com a fotógrafa Lílian Taranto. Em 2014 seu pai teve um infarto agudo do miocárdio em meio à sua festa de 15 anos. Em 2013 começou a namorar o ator Nicolas Prattes, com quem veio a terminar em setembro de 2015.

## Filmografia

### Televisão
| Ano       | Título                         | Personagem                   | Nota                     |
| --------- | ------------------------------ | ---------------------------- | ------------------------ |
| 2003–06   | A Turma do Didi                | Vários personagens           |                          |
| 2007      | O Segredo da Princesa Lili     | Lili                         | Especial de final de ano |
| 2009      | Uma Noite no Castelo           | Lili                         | Especial de final de ano |
| 2009–12   | Acampamento de Férias          | Lili                         |                          |
| 2010      | A Princesa e o Vagabundo       | Lili                         | Especial de final de ano |
| 2010-2013 | Aventuras do Didi              | Lili                         |                          |
| 2013      | Flor do Caribe                 | Maria José da Silva (Marizé) |                          |
| 2015      | Malhação: Seu Lugar no Mundo   | Júlia Porto                  | Temporada 23             |
| 2016      | Malhação: Pro Dia Nascer Feliz | Júlia Porto                  | Episódio: "7 de março"   |
| 2017      | Tempo de Amar                  | Angélica                     |                          |
| 2021      | Vlog da Berê                   | Najara                       | Episódio: "2"            |
| 2024      | Teleton                        | Ela mesma                    | 09 de novembro de 2024   |

### Cinema
| Ano  | Título                                       | Personagem            |
| ---- | -------------------------------------------- | --------------------- |
| 1999 | O Trapalhão e a Luz Azul                     | Filha de Juliana      |
| 2003 | Didi, o Cupido Trapalhão                     | Anjo                  |
| 2004 | Didi Quer Ser Criança                        | Menina vendendo balas |
| 2005 | Didi, o Caçador de Tesouros                  | Belinha               |
| 2006 | O Cavaleiro Didi e a Princesa Lili           | Princesa Livy         |
| 2008 | O Guerreiro Didi e a Ninja Lili              | Lili                  |
| 2017 | Os Saltimbancos Trapalhões: Rumo a Hollywood | Luisa                 |

### Teatro
| Ano  | Título                             | Papel               |
| ---- | ---------------------------------- | ------------------- |
| 2023 | IRON - O Homem da Máscara de Ferro | Jean-Baptiste Lully |